# Комаров, Александр Валерьевич
Алекса́ндр Вале́рьевич Комаро́в (родился 7 ноября 1972 года) — украинский топ-менеджер, президент компании Киевстар.

## Биография
Окончил Киевский политехнический институт. Также получил диплом британского Чартерного института маркетинга (CIM, 2001) и имеет степень MBA в Стокгольмской школе экономики.
В 1994 году начал работать в киевском Научно-исследовательском центре военного института управления и связи. С 1997 работал в компании Globalstar в сфере маркетинга и продаж. С 2002 года работал директором по развитию бизнеса рекламного агентства Adell Saatchi & Saatchi, с 2004 — генеральный директор этого агентства. Позже возглавил группу Видео Интернешнл в Украине.
С 2007 года работал генеральным директором самого крупного рекламного холдинга Украины GroupM.
В июле 2013 стал главным коммерческим директором компании Beeline в Казахстане. С января 2016 года возглавлил Beeline Казахстан.
С 20 июля 2018 одновременно с должностью исполнительного директора Beeline Казахстан исполнял обязанности президента украинского телеком-оператора Киевстар. 6 декабря 2018 года группа VEON объявила о назначении Александра Комарова президентом компании Киевстар.
В 2019 году был членом Совета Директоров представительства Американской торговой палаты в Украине. Является членом Наблюдательного совета этого бизнес-объединения.
Александр Комаров в течение 10 лет читал лекции по стратегическому менеджменту и маркетингу в Международном институте бизнеса.
Женат, имеет троих детей.

## Награды
- возглавляет рейтинг лучших руководителей по версии Forbes Ukraine[9]
- возглавил рейтинг лучших топ-менеджеров телеком-отрасли «Идеальные управители» (2020)[10]
- вошел в десятку лучших топ-менеджеров Украины по версии «ТОП-100. Рейтинг самых больших»[11]
- вошел в ТОП-20 самых успешных руководителей украинских компаний в Украине[12]